# Озерна руда
Озерна руда (рос. озерная руда, англ. bog ore, marsh ore, lake ore; нім. limnisches Erz n) — скупчення корисних копалин в розсолах і на дні озер. Озерна руда може бути рідкою і твердою (донні озерні осади).
До рідких належать розчини калій-натрієвих солей. Вони відомі в Західносибірській і Туранській низовинах, в Монголії, Америці, Східній Африці, Австралії. Соляна маса складається з соляного розсолу і твердої субстанції, що перебувають у стані рухомої рівноваги. До категорії рідких озерних руд відносять озера, води яких містять підвищені концентрації літію. Прикладом може служити Велике Солоне озеро (штат Юта, США), у водах якого вміст LiO2 становить 0,13 %. До таких озерних руд належать осади висохлих озер пустелі Атакама в Чилі, що містить 0,2 % LiO2.
До твердих належать викопні озерні руди, — осади древніх озер. Вони складені гідроґетитовими жовнами в пластах глинисто-піщаних порід юрського періоду.

## Бурий залізняк

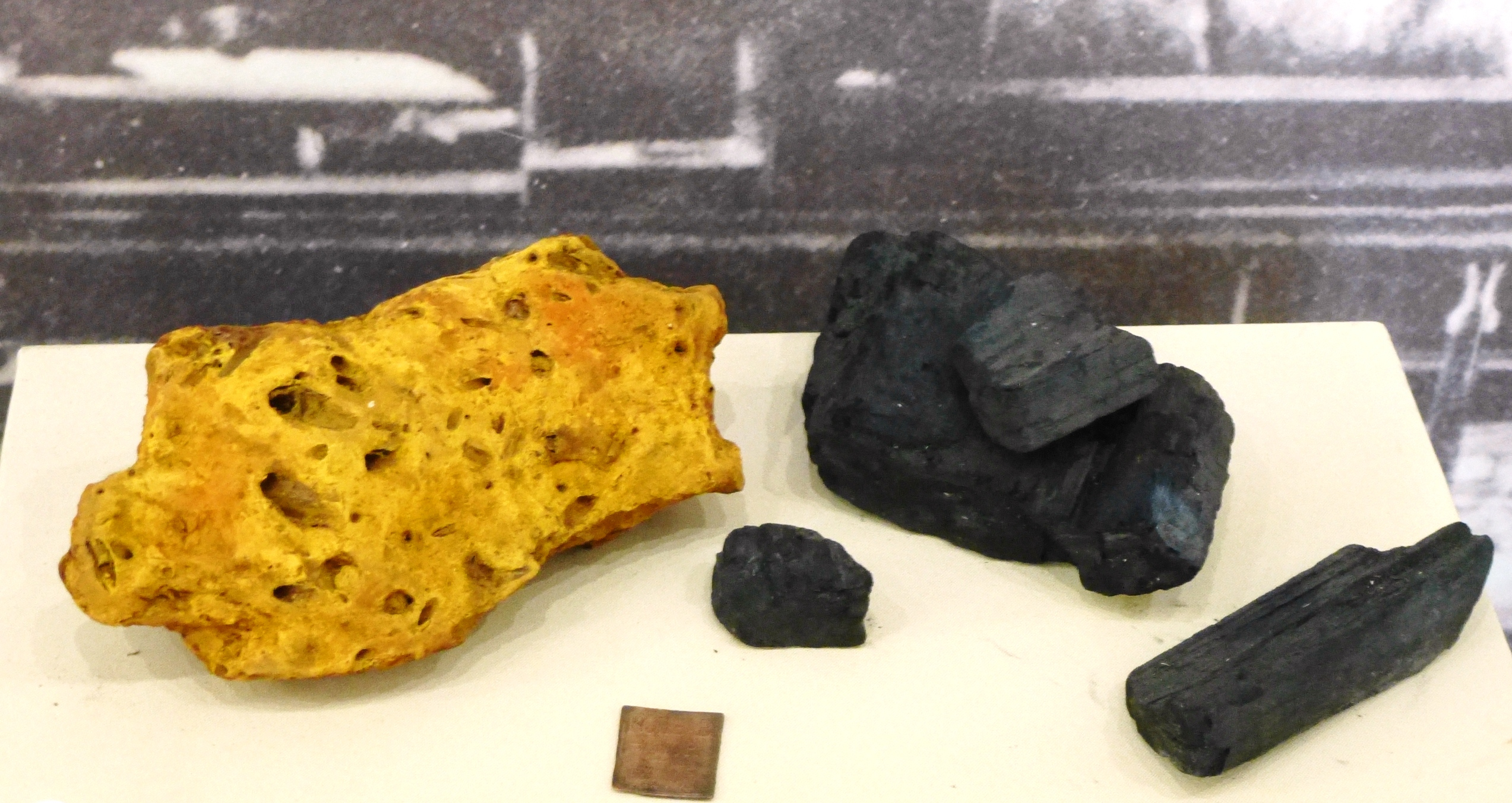
Озерний залізняк і деревне вугілля — сировина для чорної металургії минулого

Традиційно, у вузькому розумінні, озерна руда є синонімом бурого залізняку з різними додатками (переважно Mn2O3, P2O5), який утворився на дні озер помірних та теплого поясів. Вміст Fe2O3 в озерній руді сягає 68 %. Найбільші поклади озерного залізняку пов'язані із льодовиковими відкладами Європи і Північної Америки. При вивітрюванні таких відкладів залізо та манган виносяться ґрунтовими водами до водоймищ, де вони хемогенним та біогенним (за допомогою бактерій Leptotrix ochracea) шляхами випадають в осад у вигляді гідроксидів. Озерний залізняк утворює кулясті конкреції різного діаметру (порохова до 1 мм, дрібова — 1-3 мм, горіхова — 3-10 мм, ядрова руди — 1-2 см), або коржі (монетна руда), що зростаються в суцільні кірки. Озерний залізняк залягає окремими ділянками і смугами вздовж берегів по дну озер, пластами від декількох см до 3 м. Має історичне промислове значення, як сировина для невеликих сиродутних майстерень давньої доби та невеликих підприємств промисловості XIX—XX століть.